# منطش
منطش، روستایی از توابع بخش محمود آباد شهرستان خدابنده در استان زنجان ایران است.
آدرس اینستاگرامی:
https://www.instagram.com/mantash.village/

## جمعیت
این روستا در دهستان خرارود قرار دارد و براساس سرشماری مرکز آمار ایران در سال ۱۳۸۵، جمعیت آن ۱۴۸ نفر (۳۰خانوار) بوده‌است.